# Aitejauratj (Jokkmokks socken, Lappland)
Aitejauratj är en sjö i Jokkmokks kommun i Lappland och ingår i Luleälvens huvudavrinningsområde.